# 伊那福岡駅
伊那福岡駅（いなふくおかえき）は、長野県駒ヶ根市赤穂福岡にある、東海旅客鉄道（JR東海）飯田線の駅である。当駅を終点とする列車も設定されている（2020年3月現在のダイヤでは朝に上諏訪駅発1本）。

## 歴史
- 1914年（大正3年）12月26日：伊那電車軌道（1919年に伊那電気鉄道へ改称）赤穂駅（現・駒ケ根駅） - 当駅間延伸時に終着駅として開設[1][2]。一般駅[3]。
- 1915年（大正4年）7月24日[4]：伊那電車軌道が伊那福岡終点仮停留場まで延伸、途中駅となる。
- 1918年（大正7年）2月11日：伊那電車軌道伊那福岡終点仮停留場 - 飯島駅間延伸[2]。これに伴い伊那福岡終点仮停留場は廃止[2]。
- 1943年（昭和18年）8月1日：伊那電気鉄道線が飯田線の一部として国有化、鉄道省（後の日本国有鉄道）の駅となる[5]。
- 1971年（昭和46年）12月1日：荷物・専用線発着を除く貨物取扱廃止[3]。
- 1982年（昭和57年）11月1日：車扱貨物取扱全廃（旅客駅化）[3][6]。
- 1983年（昭和58年）2月24日：CTC化に伴い、無人駅化[7]。
- 1987年（昭和62年）4月1日：国鉄分割民営化に伴い、JR東海の駅となる[8]。
- 2004年（平成16年）2月：駅舎解体、現待合所完成[1]。

## 駅構造
相対式ホーム2面2線を有し、列車交換可能な地上駅。伊那市駅管理の無人駅で、駅舎は無いがコンクリート造りの待合所がある。待合所入口のデザインは隣の田切駅との間にある飯田線名物の「Ωカーブ」をモチーフとしている。
かつて駅南西にあった住友セメントのサービスステーションへ至る専用線があり、当駅にはセメントが到着していたが1982年（昭和57年）に廃止された。

### のりば
| 番線 | 路線      | 方向 | 行先             |
| ---- | --------- | ---- | ---------------- |
| 1    | CD 飯田線 | 下り | 辰野方面         |
| 2    | CD 飯田線 | 上り | 飯田・天竜峡方面 |

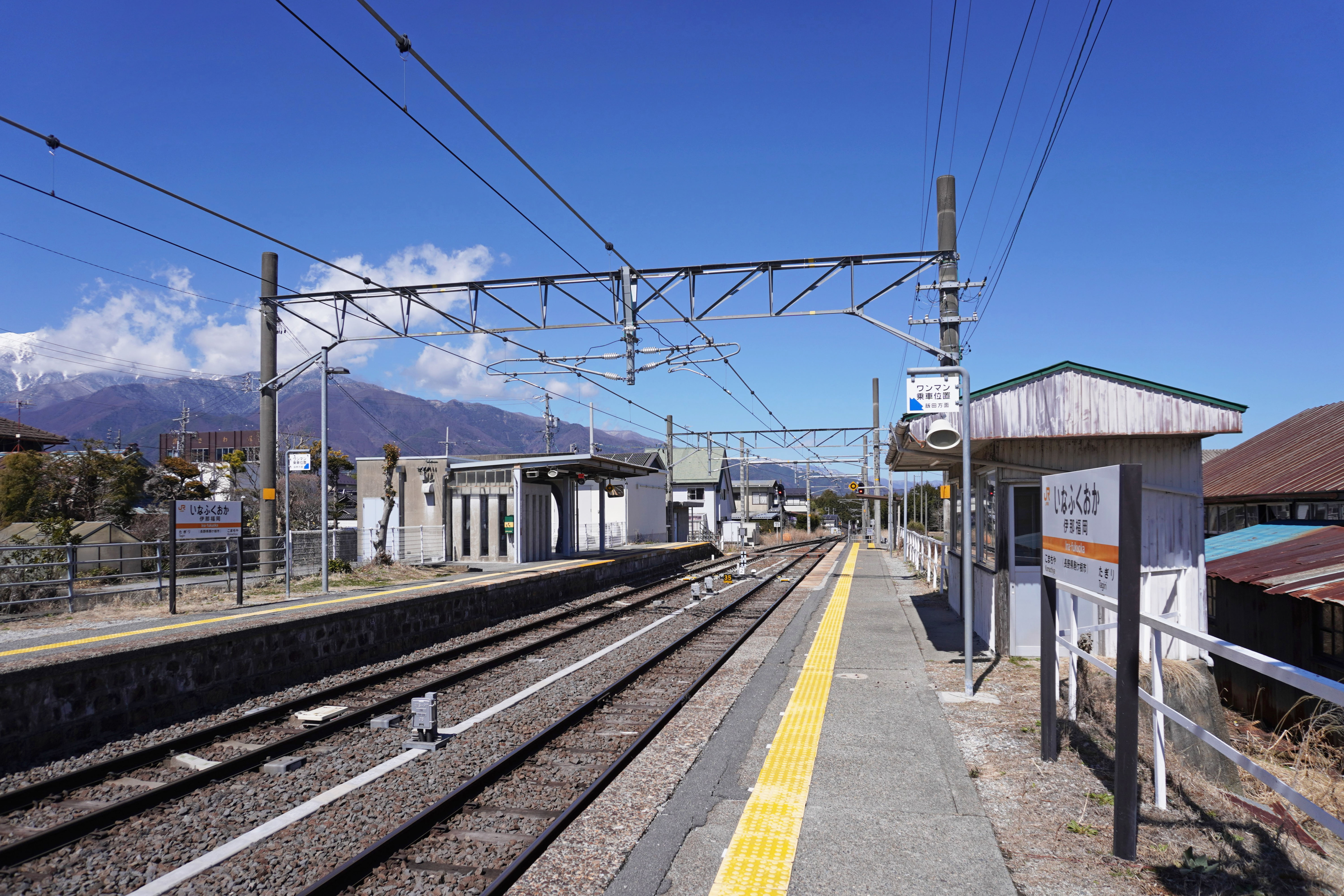
ホーム（2023年3月）
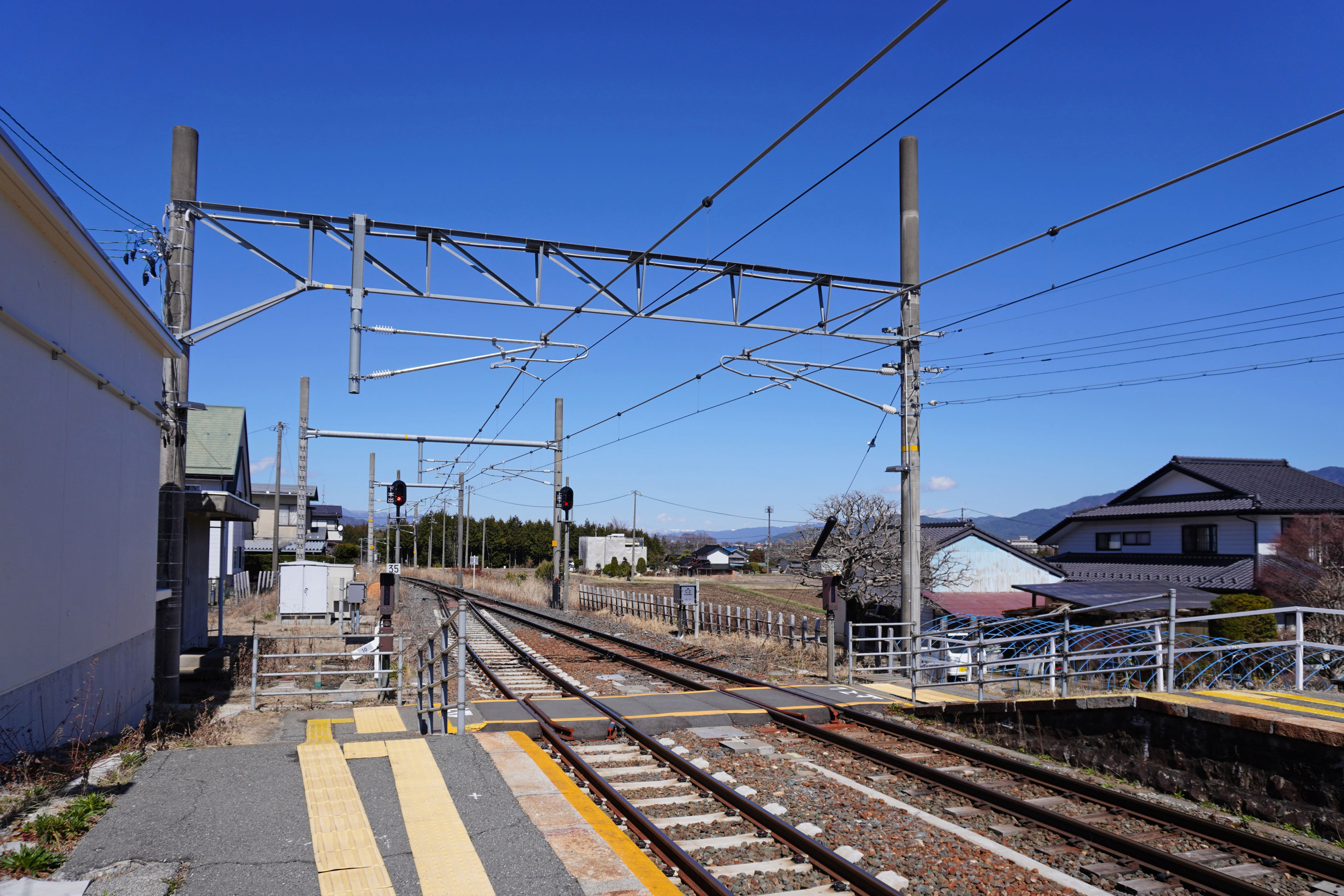
構内踏切（2023年3月）

## 利用状況
1日平均乗車人員は以下の通り。
| 乗車人員推移 | 乗車人員推移 |
| 年度         | 1日平均人数  |
| ------------ | ------------ |
| 1997         | 398          |
| 1998         | 391          |
| 1999         | 372          |
| 2000         | 384          |
| 2001         | 361          |
| 2002         | 352          |
| 2003         | 359          |
| 2004         | 344          |
| 2005         |              |
| 2006         |              |
| 2007         | 292          |
| 2008         |              |
| 2009         | 289          |
| 2010         | 293          |
| 2011         | 300          |
| 2012         | 292          |
| 2013         | 301          |
| 2014         | 281          |
| 2015         | 294          |
| 2016         | 315          |
| 2017         | 326          |
| 2018         | 324          |

## 駅周辺
- 長野県駒ヶ根工業高等学校 - 最寄駅で学生も多い[1]。
- 国道153号 伊南バイパス
- 琴伝流本社

## 隣の駅
東海旅客鉄道（JR東海）
CD 飯田線
■快速「みすず」
飯島駅 - 伊那福岡駅 - 小町屋駅
■普通
田切駅 - 伊那福岡駅 - 小町屋駅
※1915年 - 1918年までは暫定的な終着駅として、現在の田切駅から当駅寄りに伊那福岡終点仮停留場が存在した。